# Юнацький чемпіонат Європи з футболу (U-19) 2012 (кваліфікаційний раунд)
Юнацький чемпіонат Європи з футболу (U-19) 2012 (кваліфікаційний раунд) — відбірний етап, що відбувся з жовтня по листопад 2011 року у 12 групах та був першим етапом відбору до чемпіонату Європи 2012.

## Група 1
| Збірна            | І | В | Н | П | ГЗ | ГП | РГ  | О |
| ----------------- | - | - | - | - | -- | -- | --- | - |
| Португалія        | 3 | 2 | 1 | 0 | 18 | 4  | +14 | 7 |
| Угорщина          | 3 | 2 | 1 | 0 | 11 | 4  | +7  | 7 |
| Фарерські острови | 3 | 1 | 0 | 2 | 6  | 12 | −6  | 3 |
| Сан-Марино        | 3 | 0 | 0 | 3 | 0  | 15 | −15 | 0 |

| 4 листопада 2011 16:00 |

| Угорщина                                         | 5 – 0    | Сан-Марино |
| ------------------------------------------------ | -------- | ---------- |
| Раду 26' Тот 44' Адорьян 45+2' Сечі 48' Васс 79' | Протокол |            |

| Міський стадіон, Барселуш Арбітр: Внук (Словаччина) |

| 4 листопада 2011 16:00 |

| Португалія                                                                              | 9 – 1    | Фарерські острови |
| --------------------------------------------------------------------------------------- | -------- | ----------------- |
| Карлос 19' Бетіньо 29', 41', 54' Алвес 64' Феррейра 79' Ешгайо 84' Ту-Же 90' Кафу 90+1' | Протокол | Петерсен 86'      |

| Стадіон Спортклубу Варзін, Повуа-ді-Варзін Арбітр: Лехнер (Австрія) |

| 6 листопада 2011 16:00 |

| Угорщина                   | 3 – 1    | Фарерські острови |
| -------------------------- | -------- | ----------------- |
| Новотний 30' Сечі 32', 48' | Протокол | Юнссон 47'        |

| Стадіон Спортклубу Варзін, Повуа-ді-Варзін Арбітр: Внук (Словаччина) |

| 6 листопада 2011 16:00 |

| Сан-Марино | 0 – 6    | Португалія                                           |
| ---------- | -------- | ---------------------------------------------------- |
|            | Протокол | Ту-Же 4' Карлос 42' Кафу 45+1', 49', 89' Бетіньо 58' |

| Міський стадіон, Барселуш Арбітр: Алешкович (Боснія і Герцеговина) |

| 9 листопада 2011 16:00 |

| Португалія                             | 3 – 3    | Угорщина                               |
| -------------------------------------- | -------- | -------------------------------------- |
| Ту-Же 25' Алвес 60' Бетіньо 66' (пен.) | Протокол | 51' (пен.) Адорьян 69' Раду 74' Вецсей |

| «Фан», Фан Арбітр: Лехнер (Австрія) |

| 9 листопада 2011 16:00 |

| Фарерські острови                       | 4 – 0    | Сан-Марино |
| --------------------------------------- | -------- | ---------- |
| Юнссон 51' Петерсен 55' 86' Єнсен 90+3' | Протокол |            |

| Муніципальний стадіон, Віла-Верді Арбітр: Алешкович (Боснія і Герцеговина) |

## Група 2
| Збірна               | І | В | Н | П | ГЗ | ГП | РГ | О |
| -------------------- | - | - | - | - | -- | -- | -- | - |
| Боснія і Герцеговина | 3 | 3 | 0 | 0 | 6  | 1  | +5 | 9 |
| Ірландія             | 3 | 2 | 0 | 1 | 7  | 4  | +3 | 6 |
| Болгарія             | 3 | 1 | 0 | 2 | 3  | 6  | −3 | 3 |
| Росія                | 3 | 0 | 0 | 3 | 1  | 6  | −5 | 0 |

| 6 жовтня 2011 14:00 |

| Росія | 0 – 2    | Боснія і Герцеговина    |
| ----- | -------- | ----------------------- |
|       | Протокол | Шившич 26' Кукавіца 38' |

| «Локомотив», Пловдив Арбітр: Мунукка (Фінляндія) |

| 6 жовтня 2011 15:00 |

| Ірландія                                   | 4 – 1    | Болгарія    |
| ------------------------------------------ | -------- | ----------- |
| К. Сміт 3' Бірн 12' Каррутерс 66' Форд 87' | Протокол | Неделев 71' |

| Христо Ботєв, Пловдив Арбітр: Валері (Італія) |

| 8 жовтня 2011 14:00 |

| Боснія і Герцеговина  | 2 – 0    | Ірландія |
| --------------------- | -------- | -------- |
| Малетич 27' Прчич 84' | Протокол |          |

| Христо Ботєв, Пловдив Арбітр: Дунаускас (Литва) |

| 8 жовтня 2011 15:00 |

| Росія | 0 – 1    | Болгарія      |
| ----- | -------- | ------------- |
|       | Протокол | Кожухаров 61' |

| «Локомотив», Пловдив Арбітр: Валері (Італія) |

| 11 жовтня 2011 15:00 |

| Ірландія                        | 3 – 1    | Росія        |
| ------------------------------- | -------- | ------------ |
| Джордж 63' Г. Сміт 66' Форд 80' | Протокол | Джалілов 23' |

| «Локомотив», Пловдив Арбітр: Мунукка (Фінляндія) |

| 11 жовтня 2011 15:00 |

| Болгарія    | 1 – 2    | Боснія і Герцеговина     |
| ----------- | -------- | ------------------------ |
| Неделев 19' | Протокол | Шившич 5' Рахманович 78' |

| Христо Ботєв, Пловдив Арбітр: Дунаускас (Литва) |

## Група 3
| Збірна      | І | В | Н | П | ГЗ | ГП | РГ | О |
| ----------- | - | - | - | - | -- | -- | -- | - |
| Румунія     | 3 | 2 | 1 | 0 | 5  | 1  | +4 | 7 |
| Італія      | 3 | 1 | 1 | 1 | 4  | 4  | 0  | 4 |
| Азербайджан | 3 | 1 | 0 | 2 | 2  | 5  | −3 | 3 |
| Швеція      | 3 | 0 | 2 | 1 | 1  | 2  | −1 | 2 |

| 6 жовтня 2011 15:00 |

| Італія   | 1 – 2    | Румунія                  |
| -------- | -------- | ------------------------ |
| Ганц 21' | Протокол | Станеску 45' Гавра 90+3' |

| Поскберґсваллен, Варберг Арбітр: Діаз (Португалія) |

| 6 жовтня 2011 19:00 |

| Азербайджан | 1 – 0    | Швеція |
| ----------- | -------- | ------ |
| Агаєв 82'   | Протокол |        |

| Фалькенбергс, Фалькенберг Арбітр: Радованович (Чорногорія) |

| 8 жовтня 2011 15:00 |

| Італія            | 1 – 1    | Швеція            |
| ----------------- | -------- | ----------------- |
| Ді Сильвестро 44' | Протокол | Назарі 88' (пен.) |

| Поскберґсваллен, Варберг Арбітр: Радованович (Чорногорія) |

| 8 жовтня 2011 15:00 |

| Румунія             | 3 – 0    | Азербайджан |
| ------------------- | -------- | ----------- |
| Гавра 66', 85', 90' | Протокол |             |

| Фалькенбергс, Фалькенберг Арбітр: Вітбі (Уельс) |

| 11 жовтня 2011 15:00 |

| Азербайджан       | 1 – 2    | Італія                           |
| ----------------- | -------- | -------------------------------- |
| Галієв 65' (пен.) | Протокол | Верре 13' (пен.) Чічіретті 90+3' |

| Місцевий, Лагольм Арбітр: Діаз (Португалія) |

| 11 жовтня 2011 15:00 |

| Швеція | 0 – 0    | Румунія |
| ------ | -------- | ------- |
|        | Протокол |         |

| Фалькенбергс, Фалькенберг Арбітр: Вітбі (Уельс) |

## Група 4
| Збірна   | І | В | Н | П | ГЗ | ГП | РГ | О |
| -------- | - | - | - | - | -- | -- | -- | - |
| Норвегія | 3 | 1 | 2 | 0 | 7  | 5  | +2 | 5 |
| Кіпр     | 3 | 1 | 2 | 0 | 6  | 4  | +2 | 5 |
| Латвія   | 3 | 1 | 0 | 2 | 2  | 4  | −2 | 3 |
| Ісландія | 3 | 0 | 2 | 1 | 3  | 5  | −2 | 2 |

| 21 жовтня 2011 14:00 |

| Ісландія | 0 – 2    | Латвія                         |
| -------- | -------- | ------------------------------ |
|          | Протокол | Гільніш 14' (пен.) Стугліс 61' |

| Аммохостос, Ларнака Арбітр: Мекаровскі (Північна Македонія) |

| 21 жовтня 2011 14:00 |

| Норвегія                                      | 3 – 3    | Кіпр                              |
| --------------------------------------------- | -------- | --------------------------------- |
| Хуссаїн 14' (пен.) Вільгельм 16' Йогансен 90' | Протокол | Бреймір 2' (авт.) Сотіріу 8', 26' |

| Макаріо, Нікосія Арбітр: Тогвер (Естонія) |

| 23 жовтня 2011 14:00 |

| Ісландія          | 1 – 1    | Кіпр               |
| ----------------- | -------- | ------------------ |
| Адальгейрссон 34' | Протокол | Сотіріу 23' (пен.) |

| Макаріо, Нікосія Арбітр: Мекаровскі (Північна Македонія) |

| 23 жовтня 2011 14:00 |

| Латвія | 0 – 2    | Норвегія             |
| ------ | -------- | -------------------- |
|        | Протокол | Дюре 32' Нільсен 38' |

| ГЗС, Ларнака Арбітр: Фабіан (Угорщина) |

| 26 жовтня 2011 14:00 |

| Норвегія                | 2 – 2    | Ісландія                       |
| ----------------------- | -------- | ------------------------------ |
| Хуссаїн 6' Йогансен 62' | Протокол | Фрідйонссон 20' Гардарссон 51' |

| ГЗС, Ларнака Арбітр: Фабіан (Угорщина) |

| 26 жовтня 2011 14:00 |

| Кіпр                      | 2 – 0    | Латвія |
| ------------------------- | -------- | ------ |
| Енглезу 58' Теодору 90+3' | Протокол |        |

| Макаріо, Нікосія Арбітр: Тогвер (Естонія) |

## Група 5
| Збірна  | І | В | Н | П | ГЗ | ГП | РГ | О |
| ------- | - | - | - | - | -- | -- | -- | - |
| Чехія   | 3 | 2 | 0 | 1 | 3  | 2  | +1 | 6 |
| Сербія  | 3 | 1 | 1 | 1 | 1  | 1  | 0  | 4 |
| Ізраїль | 3 | 1 | 1 | 1 | 4  | 4  | 0  | 4 |
| Литва   | 3 | 0 | 2 | 1 | 2  | 3  | −1 | 2 |

| 8 листопада 2011 13:00 |

| Сербія | 0 – 0    | Литва |
| ------ | -------- | ----- |
|        | Протокол |       |

| Муніципальний, Бат-Ям Арбітр: Стромбергссон (Швеція) |

| 8 листопада 2011 13:00 |

| Чехія    | 1 – 2    | Ізраїль                          |
| -------- | -------- | -------------------------------- |
| Кунц 18' | Протокол | Азубель 41' Нахмані 45+3' (пен.) |

| Муніципальний, Рішон-ле-Ціон Арбітр: Маккелі (Нідерланди) |

| 10 листопада 2011 16:00 |

| Сербія       | 1 – 0    | Ізраїль |
| ------------ | -------- | ------- |
| Мітрович 48' | Протокол |         |

| Муніципальний, Рішон-ле-Ціон Арбітр: Салманов (Азербайджан) |

| 10 листопада 2011 16:00 |

| Литва | 0 – 1    | Чехія    |
| ----- | -------- | -------- |
|       | Протокол | Плшек 3' |

| Муніципальний, Бат-Ям Арбітр: Маккелі (Нідерланди) |

| 13 листопада 2011 15:00 |

| Чехія     | 1 – 0    | Сербія |
| --------- | -------- | ------ |
| Гуска 52' | Протокол |        |

| Муніципальний, Рішон-ле-Ціон Арбітр: Салманов (Азербайджан) |

| 13 листопада 2011 15:00 |

| Ізраїль             | 2 – 2    | Литва                       |
| ------------------- | -------- | --------------------------- |
| Халабі 60' Гірш 87' | Протокол | Капустас 45+1' Юфішовас 90' |

| Муніципальний, Бат-Ям Арбітр: Стромбергссон (Швеція) |

## Група 6
| Збірна             | І | В | Н | П | ГЗ | ГП | РГ | О |
| ------------------ | - | - | - | - | -- | -- | -- | - |
| Україна            | 3 | 2 | 1 | 0 | 6  | 1  | +5 | 7 |
| Швейцарія          | 3 | 2 | 1 | 0 | 6  | 1  | +5 | 7 |
| Північна Македонія | 3 | 1 | 0 | 2 | 2  | 7  | −5 | 3 |
| Казахстан          | 3 | 0 | 0 | 3 | 1  | 6  | −5 | 0 |

| 10 листопада 2011 13:00 |

| Україна               | 2 – 0    | Казахстан |
| --------------------- | -------- | --------- |
| Чурко 10' (пен.), 48' | Протокол |           |

| «Младость», Струмиця Арбітр: Аврам (Румунія) |

| 10 листопада 2011 13:00 |

| Швейцарія                             | 3 – 0    | Північна Македонія |
| ------------------------------------- | -------- | ------------------ |
| Відмер 41' Гейссманн 57' Карлен 90+4' | Протокол |                    |

| Кукуш, Струмиця Арбітр: Йонсен (Норвегія) |

| 12 листопада 2011 13:00 |

| Україна                                              | 3 – 0    | Північна Македонія |
| ---------------------------------------------------- | -------- | ------------------ |
| Чурко 11' (пен.) Здравескі 61' (авт.) Орловський 89' | Протокол |                    |

| «Младость», Струмиця Арбітр: Аврам (Румунія) |

| 12 листопада 2011 13:00 |

| Казахстан | 0 – 2    | Швейцарія                |
| --------- | -------- | ------------------------ |
|           | Протокол | Євтич 5' Фрай 32' (пен.) |

| Кукуш, Струмиця Арбітр: Сабо (Угорщина) |

| 15 листопада 2011 13:00 |

| Швейцарія  | 1 – 1 пен. 3 - 5 | Україна   |
| ---------- | ---------------- | --------- |
| Відмер 24' | Протокол         | Пишко 82' |

| Кукуш, Струмиця Арбітр: Йонсен (Норвегія) |

| 15 листопада 2011 13:00 |

| Північна Македонія     | 2 – 1    | Казахстан   |
| ---------------------- | -------- | ----------- |
| Алімі 59' Бабунскі 71' | Протокол | Яскаков 53' |

| «Младость», Струмиця Арбітр: Сабо (Угорщина) |

## Група 7
| Збірна            | І | В | Н | П | ГЗ | ГП | РГ | О |
| ----------------- | - | - | - | - | -- | -- | -- | - |
| Німеччина         | 3 | 2 | 1 | 0 | 10 | 4  | +6 | 7 |
| Чорногорія        | 3 | 1 | 1 | 1 | 2  | 3  | −1 | 4 |
| Північна Ірландія | 3 | 1 | 0 | 2 | 5  | 8  | −3 | 3 |
| Білорусь          | 3 | 0 | 2 | 1 | 4  | 6  | −2 | 2 |

| 6 жовтня 2011 14:00 |

| Білорусь | 0 – 0    | Чорногорія |
| -------- | -------- | ---------- |
|          | Протокол |            |

| Стангмо Парк, Данганнон Арбітр: Бюке (Франція) |

| 6 жовтня 2011 19:00 |

| Німеччина                                    | 5 – 1    | Північна Ірландія |
| -------------------------------------------- | -------- | ----------------- |
| Шульц 53', 75' Гоффманн 73', 86' Мендлер 77' | Протокол | Макліллан 76'     |

| «Шоуграндс», Колрейн Арбітр: Гестраніус (Фінляндія) |

| 8 жовтня 2011 15:00 |

| Чорногорія | 0 – 2    | Німеччина            |
| ---------- | -------- | -------------------- |
|            | Протокол | Дракслер 2' Юнес 89' |

| «Морнев'ю Парк», Лурган Арбітр: Паная (Кіпр) |

| 8 жовтня 2011 20:00 |

| Білорусь      | 1 – 3    | Північна Ірландія                        |
| ------------- | -------- | ---------------------------------------- |
| Савицький 72' | Протокол | МаКартан 13' Маклафлін 37' Макліллан 84' |

| «Овал», Белфаст Арбітр: Гестраніус (Фінляндія) |

| 11 жовтня 2011 13:00 |

| Німеччина                   | 3 – 3    | Білорусь                              |
| --------------------------- | -------- | ------------------------------------- |
| Гейнц 49' Гоффманн 55', 83' | Протокол | Ковальов 8' Ядешка 33' Клапоцький 38' |

| Шемрок-Парк, Портадаун Арбітр: Бюке (Франція) |

| 11 жовтня 2011 13:00 |

| Північна Ірландія | 1 – 2    | Чорногорія               |
| ----------------- | -------- | ------------------------ |
| Карсон 65'        | Протокол | Гардашевич 30' Бакич 70' |

| «Овал», Белфаст Арбітр: Паная (Кіпр) |

## Група 8
| Збірна    | І | В | Н | П | ГЗ | ГП | РГ | О |
| --------- | - | - | - | - | -- | -- | -- | - |
| Бельгія   | 3 | 2 | 1 | 0 | 6  | 1  | +5 | 7 |
| Словенія  | 3 | 2 | 1 | 0 | 5  | 3  | +2 | 7 |
| Шотландія | 3 | 1 | 0 | 2 | 5  | 6  | −1 | 3 |
| Уельс     | 3 | 0 | 0 | 3 | 3  | 9  | −6 | 0 |

| 21 вересня 2011 13:00 |

| Бельгія                   | 3 – 0    | Уельс |
| ------------------------- | -------- | ----- |
| Азар 7', 34' Фелтессе 87' | Протокол |       |

| Міський, Птуй Арбітр: Галіс Езкаг'я (Туреччина) |

| 21 вересня 2011 16:00 |

| Шотландія  | 1 – 2    | Словенія                  |
| ---------- | -------- | ------------------------- |
| Ірвайн 23' | Протокол | Янжа 52' (пен.) Пушко 67' |

| Бистриця, Словенська Бистриця Арбітр: Деніз Айтекін (Німеччина) |

| 23 вересня 2011 13:00 |

| Уельс       | 1 – 3    | Шотландія                      |
| ----------- | -------- | ------------------------------ |
| Кассіді 15' | Протокол | Макінтош 37' Сміт 59' Ватт 79' |

| Бистриця, Словенська Бистриця Арбітр: Галіс Езкаг'я (Туреччина) |

| 23 вересня 2011 16:00 |

| Бельгія | 0 – 0    | Словенія |
| ------- | -------- | -------- |
|         | Протокол |          |

| Міський, Птуй Арбітр: Сергій Бойко (Україна) |

| 26 вересня 2011 16:00 |

| Шотландія | 1 – 3    | Бельгія                                        |
| --------- | -------- | ---------------------------------------------- |
| Голт 34'  | Протокол | Феррейра Карраско 28' Азар 70' дер Брюгген 78' |

| Міський, Птуй Арбітр: Деніз Айтекін (Німеччина) |

| 26 вересня 2011 16:00 |

| Словенія                       | 3 – 2    | Уельс               |
| ------------------------------ | -------- | ------------------- |
| Баскера 8', 35' Прапротнік 87' | Протокол | Паррі 5' Бендер 84' |

| Бистриця, Словенська Бистриця Арбітр: Сергій Бойко (Україна) |

## Група 9
| Збірна     | І | В | Н | П | ГЗ | ГП | РГ | О |
| ---------- | - | - | - | - | -- | -- | -- | - |
| Грузія     | 3 | 2 | 1 | 0 | 6  | 2  | +4 | 7 |
| Туреччина  | 3 | 1 | 2 | 0 | 6  | 3  | +3 | 5 |
| Польща     | 3 | 1 | 1 | 1 | 5  | 6  | −1 | 4 |
| Люксембург | 3 | 0 | 0 | 3 | 1  | 7  | −6 | 0 |

| 11 листопада 2011 12:00 |

| Польща       | 1 – 3    | Грузія                                              |
| ------------ | -------- | --------------------------------------------------- |
| Пшибилко 21' | Протокол | Павловський 31' (авт.) Чантурія 41' Парунашвілі 76' |

| Анатолійський Університет, Ескішехір Арбітр: Драхта (Австрія) |

| 11 листопада 2011 14:00 |

| Туреччина                           | 3 – 0    | Люксембург |
| ----------------------------------- | -------- | ---------- |
| Чалханоглу 17' Юкушлу 60' Їлмаз 73' | Протокол |            |

| Ескішехір Ататюрк, Ескішехір Арбітр: Маклін (Шотландія) |

| 13 листопада 2011 12:00 |

| Польща                | 2 – 1    | Люксембург |
| --------------------- | -------- | ---------- |
| Мілік 17' Древняк 53' | Протокол | Луїсі 82'  |

| Анатолійський Університет, Ескішехір Арбітр: Лахоз (Іспанія) |

| 13 листопада 2011 14:00 |

| Грузія        | 1 – 1    | Туреччина  |
| ------------- | -------- | ---------- |
| Ширтладзе 60' | Протокол | Дерічі 74' |

| Ескішехір Ататюрк, Ескішехір Арбітр: Маклін (Шотландія) |

| 16 листопада 2011 14:00 |

| Туреччина                  | 2 – 2    | Польща                         |
| -------------------------- | -------- | ------------------------------ |
| Юкушлу 5' (пен.) Торун 56' | Протокол | Зелінський 15' (пен.) Дуда 66' |

| Ескішехір Ататюрк, Ескішехір Арбітр: Лахоз (Іспанія) |

| 16 листопада 2011 14:00 |

| Люксембург | 0 – 2    | Грузія                            |
| ---------- | -------- | --------------------------------- |
|            | Протокол | Фрізінг 71' (авт.) Казаішвілі 74' |

| Анатолійський Університет, Ескішехір Арбітр: Драхта (Австрія) |

## Група 10
| Збірна     | І | В | Н | П | ГЗ | ГП | РГ  | О |
| ---------- | - | - | - | - | -- | -- | --- | - |
| Греція     | 3 | 2 | 1 | 0 | 13 | 2  | +11 | 7 |
| Вірменія   | 3 | 2 | 0 | 1 | 4  | 3  | +1  | 6 |
| Словаччина | 3 | 1 | 1 | 1 | 3  | 3  | 0   | 4 |
| Андорра    | 3 | 0 | 0 | 3 | 0  | 12 | −12 | 0 |

| 21 жовтня 2011 10:30 |

| Греція | 10 – 0   | Андорра |
| --- | -------- | ------- |
| Кусідіс 22', 32' Діамантакос 24', 47' Катідіс 36' Курмпеліс 41' Коловос 45+1' Бакасетас 67', 82' Бугаідіс 70' | Протокол |         |

| Міка, Єреван Арбітр: Директоренко (Латвія) |

| 21 жовтня 2011 13:00 |

| Словаччина | 1 – 2    | Вірменія           |
| ---------- | -------- | ------------------ |
| Войтуш 71' | Протокол | Іоаннісян 38', 43' |

| Республіканський стадіон імені Вазгена Саркісяна, Єреван Арбітр: Вучемілович-Шимунович (Хорватія) |

| 23 жовтня 2011 10:30 |

| Словаччина | 1 – 0    | Андорра |
| ---------- | -------- | ------- |
| Оршула 4'  | Протокол |         |

| Міка, Єреван Арбітр: Директоренко (Латвія) |

| 23 жовтня 2011 13:00 |

| Вірменія      | 1 – 2    | Греція                   |
| ------------- | -------- | ------------------------ |
| Іоаннісян 76' | Протокол | Катідіс 4' Бакасетас 78' |

| Республіканський стадіон імені Вазгена Саркісяна, Єреван Арбітр: Дельфер'єре (Бельгія) |

| 26 жовтня 2011 12:00 |

| Греція      | 1 – 1    | Словаччина |
| ----------- | -------- | ---------- |
| Катідіс 49' | Протокол | Шпілар 76' |

| Міка, Єреван Арбітр: Вучемілович-Шимунович (Хорватія) |

| 26 жовтня 2011 12:00 |

| Андорра | 0 – 1    | Вірменія           |
| ------- | -------- | ------------------ |
|         | Протокол | Папікян 82' (пен.) |

| Республіканський стадіон імені Вазгена Саркісяна, Єреван Арбітр: Дельфер'єре (Бельгія) |

## Група 11
| Збірна     | І | В | Н | П | ГЗ | ГП | РГ | О |
| ---------- | - | - | - | - | -- | -- | -- | - |
| Хорватія   | 3 | 2 | 1 | 0 | 8  | 2  | +6 | 7 |
| Нідерланди | 3 | 2 | 1 | 0 | 5  | 0  | +5 | 7 |
| Фінляндія  | 3 | 1 | 0 | 2 | 6  | 8  | −2 | 3 |
| Молдова    | 3 | 0 | 0 | 3 | 2  | 11 | −9 | 0 |

| 10 листопада 2011 17:00 |

| Хорватія                             | 4 – 2    | Фінляндія               |
| ------------------------------------ | -------- | ----------------------- |
| Лівая 3', 36' Ребич 11' Мішкич 90+3' | Протокол | Гатакка 5' Вяярінен 44' |

| Де Батавен, Гендт Арбітр: Ліані (Ізраїль) |

| 10 листопада 2011 19:00 |

| Нідерланди                  | 3 – 0    | Молдова |
| --------------------------- | -------- | ------- |
| Ману 32' Классен 62', 90+2' | Протокол |         |

| ВІОД, Дутінгем Арбітр: Костадінов (Болгарія) |

| 12 листопада 2011 15:00 |

| Молдова | 0 – 4    | Хорватія                       |
| ------- | -------- | ------------------------------ |
|         | Протокол | Єлавич 24', 27', 50' Чолак 79' |

| ВІОД, Дутінгем Арбітр: Костадінов (Болгарія) |

| 12 листопада 2011 17:00 |

| Нідерланди        | 2 – 0    | Фінляндія |
| ----------------- | -------- | --------- |
| Льюїс 57' Буї 77' | Протокол |           |

| Де Батавен, Гендт Арбітр: Карасьов (Росія) |

| 15 листопада 2011 19:00 |

| Хорватія | 0 – 0    | Нідерланди |
| -------- | -------- | ---------- |
|          | Протокол |            |

| Де Батавен, Гендт Арбітр: Ліані (Ізраїль) |

| 15 листопада 2011 19:00 |

| Фінляндія                                      | 4 - 2    | Молдова                  |
| ---------------------------------------------- | -------- | ------------------------ |
| Паананен 38' Лам 42' Вяярінен 62' Кастраті 70' | Протокол | Мирза 8' Юрку 56' (пен.) |

| ВІОД, Дутінгем Арбітр: Карасьов (Росія) |

## Група 12
| Збірна  | І | В | Н | П | ГЗ | ГП | РГ  | О |
| ------- | - | - | - | - | -- | -- | --- | - |
| Данія   | 3 | 2 | 1 | 0 | 5  | 0  | +5  | 7 |
| Австрія | 3 | 1 | 2 | 0 | 3  | 0  | +3  | 5 |
| Албанія | 3 | 1 | 1 | 1 | 4  | 1  | +3  | 4 |
| Мальта  | 3 | 0 | 0 | 3 | 0  | 11 | −11 | 0 |

| 5 жовтня 2011 13:00 |

| Данія         | 1 – 0    | Албанія |
| ------------- | -------- | ------- |
| Коглерт 90+3' | Протокол |         |

| Кайне Зорґе Арена, Зайтенштеттен Арбітр: Блек (Північна Ірландія) |

| 5 жовтня 2011 19:00 |

| Австрія                                 | 3 – 0    | Мальта |
| --------------------------------------- | -------- | ------ |
| Кренн 22' Спиридонович 70' Рітцмаєр 73' | Протокол |        |

| Ертл Глас, Амштеттен Арбітр: Амірканян (Вірменія) |

| 7 жовтня 2011 13:00 |

| Мальта | 0 – 4    | Данія                                        |
| ------ | -------- | -------------------------------------------- |
|        | Протокол | Фішер 14' Корнеліус 31', 40' Брок-Мадсен 75' |

| Ертл Глас, Амштеттен Арбітр: Амірканян (Вірменія) |

| 7 жовтня 2011 19:00 |

| Австрія | 0 – 0    | Албанія |
| ------- | -------- | ------- |
|         | Протокол |         |

| Кайне Зорґе Арена, Зайтенштеттен Арбітр: П'ясецький (Польща) |

| 10 жовтня 2011 19:00 |

| Данія | 0 – 0    | Австрія |
| ----- | -------- | ------- |
|       | Протокол |         |

| Ертл Глас, Амштеттен Арбітр: Блек (Північна Ірландія) |

| 10 жовтня 2011 19:00 |

| Албанія                                         | 4 – 0    | Мальта |
| ----------------------------------------------- | -------- | ------ |
| Араб 38' (авт.) Байрактарі 45+2' Ходжа 55', 78' | Протокол |        |

| Кайне Зорґе Арена, Зайтенштеттен Арбітр: П'ясецький (Польща) |

## Треті місця у групах
| Г  | Збірна             | І | В | Н | П | МЗ | МП | РМ  | О |
| -- | ------------------ | - | - | - | - | -- | -- | --- | - |
| 5  | Ізраїль            | 2 | 1 | 0 | 1 | 2  | 2  | 0   | 3 |
| 10 | Словаччина         | 2 | 0 | 1 | 1 | 2  | 3  | −1  | 1 |
| 12 | Албанія            | 2 | 0 | 1 | 1 | 0  | 1  | −1  | 1 |
| 9  | Польща             | 2 | 0 | 1 | 1 | 3  | 5  | −2  | 1 |
| 8  | Шотландія          | 2 | 0 | 0 | 2 | 2  | 5  | −3  | 0 |
| 11 | Фінляндія          | 2 | 0 | 0 | 2 | 2  | 6  | −4  | 0 |
| 2  | Болгарія           | 2 | 0 | 0 | 2 | 2  | 6  | −4  | 0 |
| 3  | Азербайджан        | 2 | 0 | 0 | 2 | 1  | 5  | −4  | 0 |
| 4  | Латвія             | 2 | 0 | 0 | 2 | 0  | 4  | −4  | 0 |
| 7  | Північна Ірландія  | 2 | 0 | 0 | 2 | 2  | 7  | −5  | 0 |
| 6  | Північна Македонія | 2 | 0 | 0 | 2 | 0  | 6  | −6  | 0 |
| 1  | Фарерські острови  | 2 | 0 | 0 | 2 | 2  | 12 | −10 | 0 |